# 国家反诈中心
国家反诈中心是由中華人民共和國公安部刑事侦查局开发的手机应用程序，发布於2021年3月。该软件在应用商店的说明为这款软件旨在维护电信网络安全、建立网络诈骗举报渠道以及增强防骗宣传。中国政府官方宣传称，这款APP不仅能举报目前发生的电信诈骗，还能检测可能将要发生的电信诈骗（如诈骗电话等），并在各地向市民大力宣传安装该APP，截至2021年9月，总下载量已超过两亿。在iOS设备上，该APP仅适用于中國大陸地區App Store，其他地区无法下载。

## 主要功能
国家反诈中心应用会对用户手机收到的电话、短信或下载的APP进行检测，如果发现可疑内容，识别为诈骗行为，会主动对用户进行预警。同时应用提供了“我要举报”功能，使用户能够将发现的可疑手机号、短信、网站、APP等信息提交至公安部门进行处理。此外应用还会向用户推送防止诈骗方面的文章，进行防诈宣传。

## 争议
该APP面临诸多争议，如强制市民安装、索取大量权限、侵犯用户隐私、识别与讯问访问海外金融网站的用户等。
国家反诈中心的安卓端应用程序需要申请29项权限，包括在不告知用户的情况下读取和删除收到的消息以及编辑系统设置。用户在注册时还必须输入他们的身份证号码和家庭住址。该应用程序的注册还需要包含人脸信息，此外也会扫描手机中已安装的应用程序，并实时监控通话记录和短信。据报道，中国政府在如深圳市等许多地区和机构推行强制或半强制市民安装此应用程序，并有多个国产品牌手机内置部分关联组件，引起市民不满。此外有报道指出，曾有在手机浏览過彭博社等國際金融新闻网站的公民被警方识别，并被传唤至公安局进行讯问。
在中国大陆访问部分网站（如1.1.1.1）时，会随机跳转至国家反诈中心页面。

## 其它
2025年5月11日國家反詐中心App被App Store短暫下架，頁面提示“無法安裝國家反詐中心，App Store已不再提供該App”，同日下午重新恢復上架。